# مؤسسة المشاورين
مؤسّسة المشاورين تعتبر من الجناح التّعيينيّ في النظام الإداريّ البهائيّ. وهي تتشكّل من: ٩ مشاورين عالميّين في دار التّبليغ العالميّة و٩٠ مشاورٍ قارّيّ وهيئات معاونيهم ومساعديهم. المشاورون، منصب ذو مرتبة عالية ومحترمة، يتمّ تعيينهم كلّ ٥ سنوات وتكون قابلة للتّجديد، ويتمّ تقسيمهم وتنسيقهم بواسطة دار التّبليغ العالميّة إلى هيئات تعمل على مستوى ٥ قارّات.
تمّ تأسيس وإنشاء مؤسّسة المشاورين في عام ١٩٦٨ م من قِبَل بيت العدل الأعظم، وذلك لكي يستمرّ العمل الّذي كان يتمّ إجراؤه بواسطة أيادي أمر الله. وظائف هذه الهيئة هي بشَكلٍ عامّ: «الحفظ والحماية» من التّفرقة والنّزاع، و«التّرويج» أي النّشر، وذلك على المستوى العالميّ. أعضاء الهيئة هذه ليس لديهم أيّ سلطة تشريعيّة أو تنفيذيّة، وهم ليسوا كـ رجال الدّين، ولكنّهم لديهم وظائف «تحفيز وتشجيع، تقديم النُّصح، والمساعدة والدّعم» للهيئات المُنتخَبة والجامعات البهائيّة بصفة عامّة. هم يقومون بدور استشاريّ وملهم إلى حدٍّ كبير.
يتمّ تعيين المشاورين العالميّين والقارّيّين بواسطة بيت العدل الأعظم، المؤسّسة العُليا لدى الدّين البهائيّ. المشاورون القارّيّون يعيّنون هيئات المعاونين وهم بدورهم يعيّنون مساعديهم. عند تضمين أيادي أمر الله، يُطلق على الهيكل بأكمله 'الجناح التّعيينيّ' للدّين البهائيّ، وذلك لمقارنتها مع المحافل الرّوحانيّة المُنتخَبة. جميع أعضاء المؤسّسة بما فيها من دار التّبليغ العالميّة إلى هيئات المعاونين يخدمون لمدّة ٥ سنوات ويبدأ فترة خدمتهم في يوم العهد والميثاق، والّذي يقع بين فترة ٢٥ أو ٢٦ نوفمبر. إلّا أن فترة خدمة المساعدين المحلّيّين «متروكة لتقدير كلّ هيئة قارّيّة».
ليس هناك أيّ حاجة إلى مؤهّلات رسميّة، شروط مسبقة، أو تدريب للتّعيين في مؤسّسة المشاورين.

## دار التّبليغ العالميّة

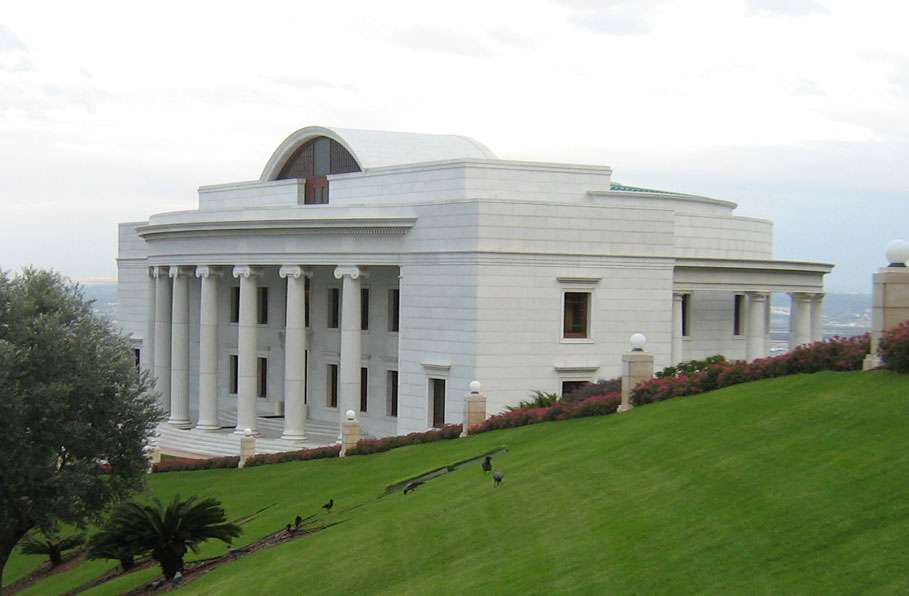
مبنى دار التّبليغ العالميّة

دار التّبليغ العالميّة هي هيئة مكوّنة من تسعة مشاورين تمّ إنشاؤها في حزيران/يونيو 1973 م لكي يستمرّ العمل الّذي يتمّ إجراؤه بواسطة أيادي أمر الله المستقرّين في المركز البهائيّ العالميّ. والّتي تعمل بوظائفها في مبنى يقع على القوس البهائيّ بجانب بيت العدل الأعظم. في رسالة إعلان تأسيسه ذُكرت مهامّها: «تنسيق، تحفيز وتوجيه» المشاورين القارّيّين وأن تكون كحلقة ارتباط أو وصل لبيت العدل الأعظم أي توفّر تقارير وتوصيات لها، تنصح المشاورين، تكون واعية بفُرص التّقدّم في الأمر المبارك [أي الدّين البهائيّ] و«يحدّد ويتوقّع» الاحتياجات اللّازمة للتّبليغ واقتراح خطط لها.
جميع أيادي أمر الله كانوا، في البداية، أعضاء لهذه الهيئة بالإضافة لثلاثة مشاورين. بمرّ الزّمن، بتقدّم أيادي أمر الله في السِّنّ وعدم إمكانيّة استبدالهم، انتقلت الهيئة إلى أربعة مشاورين في عام 1979، وإلى سبعة مشاورين في 1983، وفي عام 1988 إلى تسعة مشاورين حتّى الآن.
مشاورو دار التّبليغ العالميّة يخدمون لمدّة 5 سنوات في الهيئة هذه.
دار التّبليغ العالميّة موظّفة بالإشراف على الآمان وضمان تأكُّد حفظ وحماية الدّين البهائيّ. يجب عليها أن تحقّق في كلّ القضايا المرتبطة بـنقض العهد والميثاق وذلك بمساعدة المشاورين القارّيّين ومعاونيهم، تقييم تقاريرهم وأخذ القرار بطرد النّاقض من الدّين البهائيّ. وهم يقدّمون قرارهم الأخير إلى بيت العدل الأعظم للحكم والقرار النّهائيّ.

## هيئات المشاورين القارّيّة
هيئات المشاورين القارّيّة مسؤولة عن حفظ ونشر الدّين البهائيّ على المستوى القارّيّ، وأيضًا عن إخبار المركز البهائيّ العالميّ بالتّطوّرات في مناطقهم. كأفراد يُعرفون باسم 'مشاور قارّيّ'.
| السّنة | العدد الكلّيّ للهيئات | العدد الكلّيّ للمشاورين القارّيّين | أيادي أمر الله قيد الحياة |
| ----- | ------------------- | ------------------------------ | ------------------------- |
| 1957  | 0                   | 0                              | 27                        |
| 1968  | 11                  | 36                             | 22                        |
| 1973  | 12                  | 57                             | 18                        |
| 1980  | 5                   | 57                             | 14                        |
| 1985  | 5                   | 72                             | 9                         |
| 1995  | 5                   | 81                             | 3                         |
| 2020  | 5                   | 90                             | 0                         |

تمّ إنشاؤها لكي يستمرّ عمل هيئة أيادي أمر الله والّذين لم يعد من الممكن تعيينهم بعد عام ١٩٥٧. هم يفوقون المحافل الرّوحانيّة المركزيّة بدورهم الاستشاريّ فقط إلّا أنّهم ليس لهم أيّ سلطة إداريّة، ومكانتهم أقلّ من الأيادي. في رسالة إعلان تأسيس الهيئة هذه بتاريخ ٢١  حزيران/يونيو ١٩٦٨، تمّ تغيير أيادي أمر الله من الهيئة القارّيّة للعالميّة. أخذ المشاورون على عاتقهم وظيفة توجيه عمل هيئات المعاونين، وعُيِّنَ مشاورٌ واحدٌ من كلّ هيئة قارّيّة كأمينٍ للصّندوق القارّيّ. في البداية، الأيادي المستقرّين في الأرض الأقدس وجّهوا عمل هيئات المشاورين إلى أنْ تمّ تأسيس دار التّبليغ العالميّة في عام ١٩٧٣.
لدى بداية تأسيسها في عام ١٩٦٨ كانت هناك ١١ هيئة مستقلّة: ثلاثة في كلّ من أفريقيا، الأمريكتان، وآسيا على حدّ سواء، وهيئة واحدة في كلّ من أستراليا وأوروبا على حدّ سواء. في عام ١٩٨٠، تمّ تغييرها إلى خمس هيئات: واحدة في كلّ من أفريقيا، الأمريكتان، آسيا، أستراليا، وأوروبا.
فترة خدمة المشاورين القارّيّين هي ٥ سنوات، لكن يمكن أن يتغيّر للمدّة هذه وذلك بواسطة بيت العدل الأعظم. إذا عُيّن مشاورٌ قارّيّ ما ليخدم كعضوٍ لدار التّبليغ العالميّة، يستوجب عليه التّخلّي عن مهمّته في الهيئة القارّيّة، وإذا انتُخب ليخدم كعضو لبيت العدل الأعظم فينتهي وتتوقّف خدمته كمشاور.
بعض الوظائف المختصّة بالمشاورين هو توجيه هيئات المعاونين في منطقتهم، تقديم النُّصح للمحافل الرّوحانيّة المركزيّة، إبقاء بيت العدل الأعظم مطّلعين عن أوضاع منطقتهم، و«تحفيز وتشجيع، تقديم النُّصح، والمساعدة والدّعم» للأفراد والمحافل الرّوحانيّة المحلّيّة والمركزيّة. أُضِيفَ مهمّة تقديم الاستشارة للمجالس البهائيّة الإقليميّة لمهامّ المشاورين في عام ١٩٩٧ عند تأسيس تلك المجالس.

#### قائمة المستشارون القاريون
- جاكلين الثور الأيسر

## هيئات المعاونين

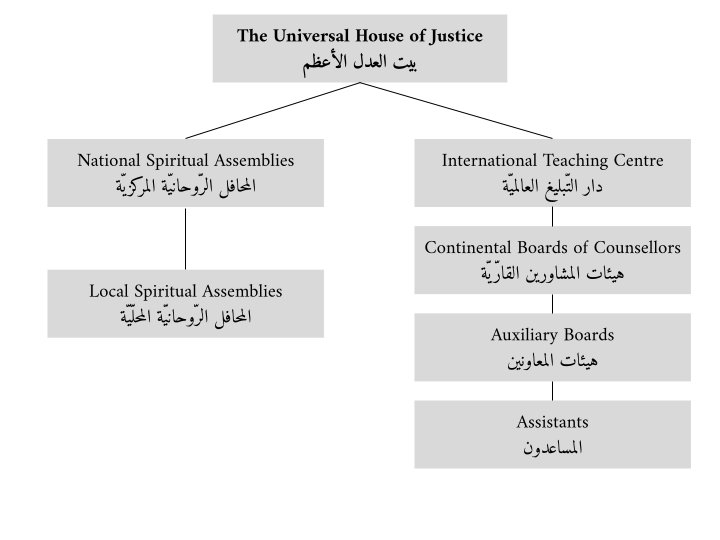
مخطّط يُبيّن النّظم الإداريّ البهائيّ الحاليّ. يقع الجناح التّعيينيّ على الجانب الأيمن.

أُنشئت هيئات المعاونين في نيسان/أبريل عام ١٩٥٤ بواسطة حضرة شوقي أفندي لمساعدة أيادي أمر الله. أوّل مجموعة من هيئة المعاونين نُظّمت على مستوى قارّيّ كما هو الحال بالنّسبة لأيادي أمر الله. الهيئة الأولى استمرّ عملها بالتّركيز على أعمال التّبليغ وتمّ تشكيل مجموعة ثانية من هيئات المعاونين في تشرين الأوّل/أكتوبر عام ١٩٥٧ لكي يركّزوا على أعمال «الحفظ والصّيانة» والّتي تصون البهائيّين من هجمات الأعداء وتحفظ وحدة واتّحاد الجامعة.
نقلت عمل الهيئات في عام ١٩٦٨ من نطاق المشاورين القارّيّين إلى المناطق الجغرافيّة. على عكس المشاورين، يُميَّز ويُحدَّد أعضاء هيئات المعاونين إمّا لغرض «الحفظ والصّيانة» أو «النّشر والتّرويج». يركّز الأعضاء المخصّصون للحفظ والصّيانة للرّدّ على المعارضات والاختلافات أو للوقاية منها، بينما الأعضاء المخصّصين لغرض «النّشر والتّرويج» يشجّعون البهائيّين على في مجتمعاتهم على أعمال التّبليغ. بوجه عامّ، غير مسموح لهم أن يكونوا أعضاء في أيّ مؤسّسة انتخابيّة. وإن تمّ انتخابهم كوكلاء في مؤتمرات الوكلاء المركزيّين، أو في محفلٍ روحانيٍّ مركزيّ، فعليهم أن يختاروا إمّا بين عضويتهم فيها أو في هيئة المعاونين. وإذا انتُخبوا كعضوٍ لبيت العدل الأعظم، فتنتهي وتتوقّف خدمتهم كأعضاء لهيئة المعاونين.
في البداية، في عام ١٩٥٧ كان هناك ٧٢ عضوًا تمّ تعيينهم في هيئات المعاونين. بعدها بـ٥٠ عامًا، زاد العدد إلى ١٠٠٠ عضو.

### المساعدون
نظرًا للانتشار السريع الذي شهده الدين البهائي في جميع أنحاء العالم، قرر بيت العدل الأعظم في عام 1973 تعيين أعضاء هيئات المعاونين لهم مساعدين، بهدف التواصل والارتباط مع المحافل والأفراد في مناطقهم المختلفة. وبحلول عام 2018، بلغ عدد هؤلاء المساعدين ما يقارب اثني عشر ألف مساعد منتشرين في أنحاء العالم. فعلى عكس باقي أعضاء مؤسّسة المشاورين، يمكن لمساعدي أعضاء هيئة المعاونين أن يخدموا في المحافل الرّوحانيّة. وأحيانًا يكون المساعدون من فئة الشّباب العمريّة.